# Kiristäjäselkä
Kiristäjäselkä är en kulle i Finland. Den ligger i Rovaniemi i landskapet Lappland, i den norra delen av landet, 700 km norr om huvudstaden Helsingfors. Toppen på Kiristäjäselkä är 295 meter över havet.
Terrängen runt Kiristäjäselkä är huvudsakligen platt. Runt Kiristäjäselkä är det mycket glesbefolkat, med 2 invånare per kvadratkilometer. Det finns inga samhällen i närheten. 